# Убийство на Тодор Александров
Убийството на Тодор Александров е извършено на 31 август 1924 година в Пирин, близо до село Сугарево, когато той е на път за конгреса на Серския революционен окръг. Убийството слага начало на поредния разкол в македонското освободително движение и води до практическо ликвидиране на по-голямата част от дейците на така наречената левица.

## История
На 30 август 1924 година към 22 часа вечерта Тодор Александров и генерал Александър Протогеров потеглят за конгреса на серчани в местността Лопово в Пирин. Той взема двама телохранители – Панзо Зафиров и Христо Балвански. Групата пристига в Горна Джумая към 3 часа през нощта на 31 август и се прехвърля в другата кола, която е изпратена да ги посрещне, но в нея вече има двама куриери, така че остава място само за единия от телохранителите – Панзо Зафиров. Христо Балвански остава в града, което му спасява живота.
Към 6 часа сутринта на 31 август вторият автомобил стоварва Александров и Протогеров на шосето за Мелник при моста на Горносушицката река. Там ги чакат войводите Щерю Влахов и Динчо Вретенаров с още двама души – Динчо Сугарски и Динчо Балкански. Двамата са четници на Алеко Василев и куриери на делегатите на Серския окръжен конгрес.
Групата продължава на коне из Пирин, като спира за кратка почивка в село Горна Сушица. Към 11 часа тръгват отново през планината, към 14 часа спират и обядват, а към 15 часа намират малка долина, наричана Двете реки, тъй като там два потока се събират в Сугарската река, и спират, за да починат и конете им. Докато разговаря с Протогеров, Тодор Александров е застрелян в гръб от Влахов и Вретенаров, а куриерът Динчо Балкански убива и телохранителя му Панзо Зафиров. Генерал Александър Протогеров остава невредим, което по-късно предизвиква подозрения за негово участие в заговора. Труповете са заровени набързо.

## Последици
Протогеров прави опит да организира погребение и на 3 септември от София са повикани с телеграма секретарят на Александров – Иван Михайлов, зет му – Михаил Монев и още няколко приближени. След като пристигат им казват, че Александров е убит, а виновниците още не са заловени. Така, три дни след убийството им, Александров и телохранителят му са погребани до църквата „Свети Илия“ в планината, над Сугарево. На погребението присъстват и Алеко Василев и подполковник Георги Атанасов. Макар да ги подозира като организатори на убийството, Михайлов е изключително прикрит. Той веднага планира ответен удар и на 14 септември са ликвидирани както подстрекателите Алеко Василев и подполковник Георги Атанасов, така и редица представители на левицата при така наречените Горноджумайски събития. Ден по-късно са убити и извършителите на убийството Щерьо Влахов и Динчо Вретенаров. Убийствата в областта продължават три месеца.
Версиите за убийството тръгват от лична вражда на Щерю Влахов, през общи политически интереси на генерал Протогеров, Алеко Василев и подполковник Атанасов, до неудобността на Александров за правителството на Александър Цанков след подписването на Майския манифест. Според показанията на Денчо Сугарски, Александър Протогеров, Атанас Джолев и Перо Шанданов, Щерю Влахов убива Тодор Александров заради личната им вражда. Щефан Трьобст изказва мнение, че зад убийството на Тодор Александров стои Иван Михайлов, а Александър Цанков в спомените си заключава, че убийството е резултат от вътрешните борби във ВМРО. Широко потвърждаван факт е, че Тодор Александров е в лична вражда с Алеко Василев и Георги Атанасов, като подготвя процес срещу тях на предстоящия конгрес, на който да бъде официализирано бъдещото им изключване от организацията. Те двамата са запознати с тези му намерения, а също така че мнозинството делегати са на страната на Александров, което вероятно ги е провокирало да го отстранят. Решението Александър Протогеров да не бъде убит е продиктувано от факта, че той самият в този момент е в лоши отношения с Александров. Щерю Влахов и Динчо Вретенаров изпращат писмо на Серския конгрес, в което заявяват „Убихме Тодор, понеже той искаше нас да убие, както уби нашите достойни другари Стефо, Сърцето и др. Готови сме да се явим пред един конгрес да отговаряме“. По-късно са намерени писма, които двамата са изпратили на Алеко Василев веднага след убийството на Тодор Александров.